# Dolichodema fenestratum
Dolichodema fenestratum är en tvåvingeart som beskrevs av James 1949. Dolichodema fenestratum ingår i släktet Dolichodema och familjen vapenflugor. Inga underarter finns listade i Catalogue of Life.